# Giải đua ô tô Công thức 1 Hà Lan 2024
Giải đua ô tô Công thức 1 Hà Lan 2024 (tên chính thức là Formula 1 Heineken Dutch Grand Prix 2024) là một chặng đua Công thức 1 được tổ chức vào ngày 25 tháng 8 năm 2024 tại Trường đua Zandvoort ở Zandvoort, Hà Lan. Chặng đua này là chặng đua thứ 15 của Giải đua xe Công thức 1 2024. 
Lando Norris là tay đua giành vị trí pole và cũng là người giành chiến thắng cuộc đua, phá vỡ thế bất bại của Max Verstappen tại trường đua Zandvoort khi anh liên tiếp giành pole và chiến thắng chặng từ khi nó trở lại lịch trình thi đấu Công thức 1 vào năm 2021. 

## Bối cảnh
Giải đua ô tô Công thức 1 Hà Lan 2024 được tổ chức vào cuối tuần từ ngày 23 đến ngày 25 tháng 8 tại Trường đua Zandvoort ở Zandvoort, Hà Lan. Giải đua ô tô Công thức 1 Hà Lan 2024 là chặng đua thứ 15 của Giải đua xe Công thức 1 2024 và là phiên bản thứ 34 của Giải đua ô tô Công thức 1 Hà Lan.

### Bảng xếp hạng các tay đua và đội đua trước chặng đua
Sau Giải đua ô tô Công thức 1 Bỉ, Max Verstappen dẫn đầu bảng xếp hạng các tay đua với 277 điểm trước Lando Norris (199 điểm) với khoảng cách 78 điểm và Charles Leclerc (177 điểm) với khoảng cách 100 điểm. Red Bull Racing dẫn đầu bảng xếp hạng các đội đua với 408 điểm, cách McLaren (366 điểm) 42 điểm và Ferrari (345 điểm) 63 điểm.

### Danh sách các tay đua và đội đua
Danh sách các tay đua và đội đua cho chặng đua này không có thay đổi nào so với danh sách các tay đua và đội đua tham gia mùa giải. Robert Shwartzman thế chỗ Valtteri Bottas tại Kick Sauber tại buổi đua thử đầu tiên.

### Lựa chọn hợp chất lốp
Nhà cung cấp lốp xe Pirelli mang đến các hợp chất lốp C1, C2 và C3 (ba hợp chất lốp cứng nhất trong số các hợp chất lốp), lần lượt được tiêu chuẩn hóa là cứng (hard), trung bình (medium) và mềm (soft) để các đội sử dụng trong suốt sự kiện này.

## Tường thuật

### Buổi đua thử
Ba buổi đua thử được tổ chức tại Giải đua ô tô Công thức 1 Hà Lan 2024. Buổi đua thử đầu tiên được tổ chức vào ngày 23 tháng 8 năm 2024 lúc 12:30 giờ địa phương (UTC+2). Lando Norris của McLaren đứng đầu chung cuộc sau buổi đua thử đầu tiên trước Max Verstappen của Red Bull Racing và Lewis Hamilton tại Mercedes với thời gian là 1:12,322 phút trong điều kiện ẩm ướt. Buổi đua thử thứ hai được tổ chức vào lúc 16:00 giờ địa phuơng (UTC+2) cùng ngày 23 tháng 8. George Russell của Mercedes đứng đầu chung cuộc sau buổi đua thử thứ hai trước Oscar Piastri của McLaren và Hamilton với thời gian là 1:10,702 phút. Buổi đua thử thứ hai cũng bị gián đoạn vì một cú va chạm của Nico Hülkenberg. Buổi đua thử thứ ba và cuối cùng được tổ chức vào ngày 24 tháng 8 năm 2024 lúc 11:30 giờ địa phuơng (UTC+2). Pierre Gasly của Alpine đứng đầu chung cuộc sau buổi đua thử thứ ba trước Kevin Magnussen của Haas và Valtteri Bottas của Kick Sauber với thời gian là 1:20,311 phút trong điều kiện ẩm ướt tương tự như trong buổi đua thử đầu tiên. Buổi đua thử thứ ba đã bị gián đoạn qua cờ đỏ sau khi Logan Sargeant của Williams gặp tai nạn nghiêm trọng ở khúc cua thứ tư khiến xe của anh bị hư hỏng nặng. Nó chạm đáy trên một bãi cỏ ở lối ra của khúc cua thứ ba khiến Sargeant đâm vào rào chắn ở tốc độ cao và cũng khiến chiếc xe bốc cháy. Tiếp theo đó, buổi đua thử đã được tái khởi động lại ở mốc một phút, cho phép các tay đua chạy một vòng và một lần tập luyện màn xuất phát.

### Vòng phân hạng
Vòng phân hạng được tổ chức vào ngày 24 tháng 8 năm 2024 lúc 15:00 giờ địa phương (UTC+2), bao gồm ba phần với thời gian là 45 phút và các vị trí xuất phát cho cuộc đua chính được xác định. Các tay đua có 18 phút ở phần đầu tiên (Q1) để tiếp tục tham gia phần thứ hai (Q2) của vòng phân hạng cuộc đua chính. Tất cả các tay đua đạt được thời gian trong phần đầu tiên với thời gian tối đa 107% thời gian nhanh nhất được phép tham gia cuộc đua chính. 15 tay đua dẫn đầu phần này lọt vào phần tiếp theo. Sau khi Q1 kết thúc, Sergio Pérez của Red Bull Racing đứng đầu với thời gian nhanh nhất là 1:11,006 phút trong khi Daniel Ricciardo của RB, Esteban Ocon của Alpine và cả hai tay đua Kick Sauber bị loại. Logan Sargeant không tham gia vòng phân hạng sau vụ va chạm mạnh của anh tại buổi đua thử thứ ba.
Phần thứ hai (Q2) kéo dài 15 phút và mười tay đua nhanh nhất của phần này đi tiếp vào phần thứ ba (Q3) và cuối cùng của vòng phân hạng cuộc đua. Sau khi Q2 kết thúc, Lando Norris của McLaren đứng đầu với thời gian nhanh nhất là 1:10,496 phút trong khi Carlos Sainz Jr. của Ferrari, Lewis Hamilton của Mercedes, Tsunoda Yūki của RB và hai tay đua Haas bị loại.
Phần thứ ba (Q3) và cuối cùng kéo dài 12 phút, trong đó mười vị trí xuất phát đầu tiên được xác định sẵn cho cuộc đua chính. Với thời gian nhanh nhất là 1:09,673 phút, Norris giành vị trí pole cho cuộc đua chính trước Verstappen và Piastri.

### Cuộc đua chính
Cuộc đua chính được tổ chức vào ngày 25 tháng 8 năm 2024 lúc 15:00 giờ địa phương (UTC+2) và bao gồm 72 vòng đua.
Sau khi cuộc đua chính bắt đầu, cả hai tay đua McLaren là Lando Norris và Oscar Piastri đều khởi đầu không tốt dẫn đến việc Norris mất vị trí thứ nhất vào tay người đứng thứ hai là Max Verstappen, còn Piastri thì mất vị trí thứ ba vào tay người đứng thứ tư George Russell. Tuy nhiên, bằng tốc độ rất nhanh của mình, chiếc McLaren của Lando Norris đã áp sát và giành lại vị trí thứ nhất của Max Verstappen ngay khi bắt đầu vòng thứ 18 và cũng duy trì nó đến hết chặng đua. Ở vòng thứ 26, Russell đã có pha thay lốp mất tới 3,4 giây, khiến anh bị Charles Leclerc vượt qua ở vòng 26 và sau đó là Piastri ở vòng thứ 40. Cũng ở vòng thứ 40, có một tình huống hi hữu khi có tới 5 tay đua gồm Kevin Magnussen, Alexander Albon, Pierre Gasly, Fernando Alonso và Lance Stroll cùng cạnh tranh vị trí ở đoạn thẳng chính, trong đó chỉ có chiếc xe của Kevin Magnussen là không có DRS, điều đó khiến chiếc xe của anh bị tụt lại từ thứ 10 xuống thứ 14 và Pierre Gasly từ vị trí thứ 12 vuơn lên thứ 10. Norris thiết lập vòng đua nhanh nhất với 1:13,817 phút và cán đích ở vị trí thứ nhất sau 72 vòng, trước Verstappen tới hơn 22 giây ở vị trí thứ hai và Leclerc ở vị trí thứ ba. Đây là chiến thắng thứ hai của Lando Norris trong sự nghiệp sau chiến thắng tại Giải đua ô tô Công thức 1 Miami 2024. Qua đó, anh rút ngắn khoảng cách với Max Verstappen trên bảng xếp hạng tổng điểm chỉ còn lại 70 điểm và đội đua McLaren bám sát Red Bull Racing với chỉ 30 điểm. Các tay đua còn lại ghi điểm trong cuộc đua chính là Piastri, Sainz Jr., Pérez, Russell, Hamilton, Gasly và Alonso.

## Kết quả

### Vòng phân hạng
| Vị trí                    | Số xe | Tay đua          | Đội đua                      | Q1       | Q2       | Q3       | Vị trí xuất phát |
| ------------------------- | ----- | ---------------- | ---------------------------- | -------- | -------- | -------- | ---------------- |
| 1                         | 4     | Lando Norris     | McLaren-Mercedes             | 1:11,377 | 1:10,496 | 1:09,673 | 1                |
| 2                         | 1     | Max Verstappen   | Red Bull Racing-Honda RBPT   | 1:11,393 | 1:10,811 | 1:10,029 | 2                |
| 3                         | 81    | Oscar Piastri    | McLaren-Mercedes             | 1:11,541 | 1:10,505 | 1:10,172 | 3                |
| 4                         | 63    | George Russell   | Mercedes                     | 1:11,049 | 1:10,552 | 1:10,244 | 4                |
| 5                         | 11    | Sergio Pérez     | Red Bull Racing-Honda RBPT   | 1:11,006 | 1:10,678 | 1:10,416 | 5                |
| 6                         | 16    | Charles Leclerc  | Ferrari                      | 1:11,370 | 1:10,689 | 1:10,582 | 6                |
| 7                         | 14    | Fernando Alonso  | Aston Martin Aramco-Mercedes | 1:11,493 | 1:10,845 | 1:10,633 | 7                |
| 8                         | 18    | Lance Stroll     | Aston Martin Aramco-Mercedes | 1:11,518 | 1:10,661 | 1:10,857 | 8                |
| 9                         | 10    | Pierre Gasly     | Alpine-Renault               | 1:11,718 | 1:10,815 | 1:10,977 | 9                |
| 10                        | 55    | Carlos Sainz Jr. | Ferrari                      | 1:11,327 | 1:10,914 | –        | 10               |
| 11                        | 44    | Lewis Hamilton   | Mercedes                     | 1:11,375 | 1:10,948 | –        | 141              |
| 12                        | 22    | Tsunoda Yūki     | RB-Honda RBPT                | 1:11,603 | 1:10,955 | –        | 11               |
| 13                        | 27    | Nico Hülkenberg  | Haas-Ferrari                 | 1:11,832 | 1:11,215 | –        | 12               |
| 14                        | 20    | Kevin Magnussen  | Haas-Ferrari                 | 1:11,630 | 1:11,295 | –        | Làn pit2         |
| 15                        | 3     | Daniel Ricciardo | RB-Honda RBPT                | 1:11,943 | –        | –        | 13               |
| 16                        | 31    | Esteban Ocon     | Alpine-Renault               | 1:11,995 | –        | –        | 15               |
| 17                        | 77    | Valtteri Bottas  | Kick Sauber-Ferrari          | 1:12,168 | –        | –        | 16               |
| 18                        | 24    | Chu Quán Vũ      | Kick Sauber-Ferrari          | 1:13,261 | –        | –        | 17               |
| Bị loại                   | 23    | Alexander Albon  | Williams-Mercedes            | 1:11,503 | 1:10,768 | 1:10,653 | 193              |
| Thời gian 107%: 1:15:9764 |       |                  |                              |          |          |          |                  |
| —                         | 2     | Logan Sargeant   | Williams-Mercedes            | –        | –        | –        | 185              |

Chú thích
- ^1  – Lewis Hamilton đứng thứ 11 chung cuộc sau vòng phân hạng nhưng bị tụt xuống ba vị trí vì đã cản đường Sergio Pérez ở Q1.[12]
- ^2  – Kevin Magnussen đứng thứ 14 sau vòng phân hạng nhưng phải xuất phát cuộc đua chính từ làn pit vì thay thế các bộ phận động cơ mà không có sự chấp thuận của người đại diện kỹ thuật trong quá trình parc fermé.[12]
- ^3  – Alexander Albon ban đầu đứng thứ 8 sau vòng phân hạng nhưng bị loại khỏi kết quả ngay lập tức vì sàn xe của anh không tuân thủ quy định kỹ thuật. Anh được phép tham gia cuộc đua sau quyết định của ban quản lý.[12]
- ^4  – Vòng phân hạng được tổ chức dưới điều kiện thời tiết mưa ướt nên quy tắc 107% không có hiệu lực.
- ^5  – Logan Sargeant không tham gia vòng phân hạng vì vụ va chạm của anh tại buổi tập thứ ba. Anh được phép tham gia cuộc đua sau quyết định của ban quản lý.[12]

### Cuộc đua chính
| Vị trí                                                                                 | Số xe | Tay đua          | Đội đua                      | Số vòng | Thời gian/ Bỏ cuộc | Vị trí xuất phát | Số điểm |
| -------------------------------------------------------------------------------------- | ----- | ---------------- | ---------------------------- | ------- | ------------------ | ---------------- | ------- |
| 1                                                                                      | 4     | Lando Norris     | McLaren-Mercedes             | 72      | 1:30:45,519        | 1                | 261     |
| 2                                                                                      | 1     | Max Verstappen   | Red Bull Racing-Honda RBPT   | 72      | + 22,896           | 2                | 18      |
| 3                                                                                      | 16    | Charles Leclerc  | Ferrari                      | 72      | + 25,439           | 6                | 15      |
| 4                                                                                      | 81    | Oscar Piastri    | McLaren-Mercedes             | 72      | + 27,337           | 3                | 12      |
| 5                                                                                      | 55    | Carlos Sainz Jr. | Ferrari                      | 72      | + 32,137           | 10               | 10      |
| 6                                                                                      | 11    | Sergio Pérez     | Red Bull Racing-Honda RBPT   | 72      | + 39,542           | 5                | 8       |
| 7                                                                                      | 63    | George Russell   | Mercedes                     | 72      | + 44,617           | 4                | 6       |
| 8                                                                                      | 44    | Lewis Hamilton   | Mercedes                     | 72      | + 49,599           | 14               | 4       |
| 9                                                                                      | 10    | Pierre Gasly     | Alpine-Renault               | 71      | + 1 vòng           | 9                | 2       |
| 10                                                                                     | 14    | Fernando Alonso  | Aston Martin Aramco-Mercedes | 71      | + 1 vòng           | 7                | 1       |
| 11                                                                                     | 27    | Nico Hülkenberg  | Haas-Ferrari                 | 71      | + 1 vòng           | 12               |         |
| 12                                                                                     | 3     | Daniel Ricciardo | RB-Honda RBPT                | 71      | + 1 vòng           | 13               |         |
| 13                                                                                     | 18    | Lance Stroll     | Aston Martin Aramco-Mercedes | 71      | + 1 vòng2          | 8                |         |
| 14                                                                                     | 23    | Alexander Albon  | Williams-Mercedes            | 71      | + 1 vòng           | 19               |         |
| 15                                                                                     | 31    | Esteban Ocon     | Alpine-Renault               | 71      | + 1 vòng           | 15               |         |
| 16                                                                                     | 2     | Logan Sargeant   | Williams-Mercedes            | 71      | + 1 vòng           | 18               |         |
| 17                                                                                     | 22    | Tsunoda Yūki     | RB-Honda RBPT                | 71      | + 1 vòng           | 11               |         |
| 18                                                                                     | 20    | Kevin Magnussen  | Haas-Ferrari                 | 71      | + 1 vòng           | Làn pit          |         |
| 19                                                                                     | 77    | Valtteri Bottas  | Kick Sauber-Ferrari          | 70      | + 2 vòng           | 16               |         |
| 20                                                                                     | 24    | Chu Quán Vũ      | Kick Sauber-Ferrari          | 70      | + 2 vòng           | 17               |         |
| Vòng đua nhanh nhất: Lando Norris (McLaren-Mercedes) - 1:13:817 phút (vòng đua thứ 72) |       |                  |                              |         |                    |                  |         |
| Tay đua xuất sắc nhất cuộc đua: Lando Norris (McLaren-Mercedes), 24,6% số phiếu bầu    |       |                  |                              |         |                    |                  |         |

Chú thích
- ^1  – Bao gồm một điểm cho vòng đua nhanh nhất.[13]
- ^2  – Lance Stroll về đích ở vị trí thứ 12 nhưng bị tụt xuống vị trí thứ 13 sau một án phạt 5 giây vì vượt qua tốc độ cho phép tại làn pit.[14]

## Bảng xếp hạng sau chặng đua

### Bảng xếp hạng các tay đua
| Vị trí | Tay đua          | Đội đua                      | Số điểm | Thay đổi vị trí |
| ------ | ---------------- | ---------------------------- | ------- | --------------- |
| 1      | Max Verstappen   | Red Bull Racing-Honda RBPT   | 295     | +/-0            |
| 2      | Lando Norris     | McLaren-Mercedes             | 225     | +/-0            |
| 3      | Charles Leclerc  | Ferrari                      | 192     | +/-0            |
| 4      | Oscar Piastri    | McLaren-Mercedes             | 179     | +/-0            |
| 5      | Carlos Sainz Jr. | Ferrari                      | 172     | +/-0            |
| 6      | Lewis Hamilton   | Mercedes                     | 154     | +/-0            |
| 7      | Sergio Pérez     | Red Bull Racing-Honda RBPT   | 139     | +/-0            |
| 8      | George Russell   | Mercedes                     | 122     | +/-0            |
| 9      | Fernando Alonso  | Aston Martin Aramco-Mercedes | 50      | +/-0            |
| 10     | Lance Stroll     | Aston Martin Aramco-Mercedes | 24      | +/-0            |

- Lưu ý: Chỉ có mười vị trí đứng đầu được liệt kê trên bảng xếp hạng này.

### Bảng xếp hạng các đội đua
| Vị trí | Đội đua                      | Số điểm | Thay đổi vị trí |
| ------ | ---------------------------- | ------- | --------------- |
| 1      | Red Bull Racing-Honda RBPT   | 434     | +/-0            |
| 2      | McLaren-Mercedes             | 404     | +/-0            |
| 3      | Ferrari                      | 370     | +/-0            |
| 4      | Mercedes                     | 276     | +/-0            |
| 5      | Aston Martin Aramco-Mercedes | 74      | +/-0            |
| 6      | RB-Honda RBPT                | 34      | +/-0            |
| 7      | Haas-Ferrari                 | 27      | +/-0            |
| 8      | Alpine-Renault               | 13      | +/-0            |
| 9      | Williams-Mercedes            | 4       | +/-0            |
| 10     | Kick Sauber-Ferrari          | 0       | +/-0            |